# 鼠眼𩷶
鼠眼𩷶，為輻鰭魚綱鯰形目𩷶鯰科的其中一種，為熱帶淡水魚，分布於亞洲緬甸仰光淡水流域，體長可達100公分，棲息在底層水域，生活習性不明。

## 扩展阅读
維基物種上的相關：鼠眼𩷶